# افسانه تارزان (فیلم ۲۰۱۶)
افسانه تارزان (انگلیسی: The Legend of Tarzan) یک فیلم سینمایی اکشن ماجراجویی آمریکایی به کارگردانی دیوید یتس، و نویسندگی کریگ برو و آدام کوزاد است که بر اساس شخصیت ساختگی به همین نام، اثر ادگار رایس باروز ساخته شده‌است. از بازیگران این فیلم می‌توان به الکساندر اسکاشگورد در نقش تارزان، مارگو رابی، ساموئل ال. جکسون، کریستف والتس و جایمن هانسو اشاره کرد. افسانه تارزان در تاریخ ۱ ژوئیه ۲۰۱۶ در ایالات متحده به نمایش درآمد.

## داستان فیلم
تارزان، در زمان نوزادی خانواده‌اش را بر اثر حملهٔ گونه‌ای از میمون‌های در جنگل‌های آفریقا از دست داده و خود در کنار گوریل‌ها و دیگر حیوانات وحشی آفریقا بزرگ شده و سال‌ها پس از آن به زندگی شهری در لندن روی آورده‌است. تارزان یا همان جان کلایتون در شهر لندن زندگی می‌کند و با زنی زیبا به نام جین (روبی) ازدواج کرده‌است. کمی بعد تارزان توسط یک شکارچی بنام جورج واشینگتن ویلیامز (ال. جکسون) مطلع می‌شود که فرد شروری بنام لئون روم (والتز) قصد دارد تا با گروهی که تشکیل داده در جنگل‌های آفریقا به انجام عملیاتی شوم بپردازد. پس از اینکه تارزان و جین به آفریقا می‌روند توسط گروه لئون به دام می‌افتند، اما زمانی که واشینگتن موفق می‌شود تارزان را نجات دهد، تارزان به قلب جنگل می‌رود تا به همراه خانواده و دوستان قدیمی‌اش درس بزرگی به انسان‌های جنایتکار بدهد و همچنین جین را از چنگ لئون در بیاورد.